# Fighter's History: Mizoguchi Kiki Ippatsu!!
 Fighter's History: Mizoguchi Kiki Ippatsu!!  (ファイターズヒストリー 2 〜溝口危機一髪!!) est un jeu vidéo de combat en 2D développé et édité par Data East en février 1995 sur Super Famicom, uniquement au Japon,.

## Synopsis
En mode story, alors que Mizoguchi s'apprête à commander des Takoyakis, il est mis au défi de démontrer que les Takoyakis d'Osaka, sa ville natale, sont les meilleurs du monde. Mizoguchi entreprend de demander aux protagonistes à travers le monde des renseignements, mais cela tourne rapidement au combat.

## Système de jeu
C'est un jeu de combat un contre un comme son prédécesseur Fighter's History. Il y a 9 personnages jouables: Mizoguchi Makoto, Lee Diendo, Ryoko Kano, Liu Feilin, Zazie Muhaba, Liu Yungmie, Clown, Karnov et Chelnov, le boss final qui provient originellement du jeu Atomic Runner. Chaque personnages a un point faible: bandeau/front (Mizoguchi, Ryoko et Zazie), ceinture ( Yungmie), genoux( Lee), plastron (Feilin), masque (Clown), collier (Karnov) et visiére (Chelnov).

## Série
1. Fighter's History (1993, Arcade, Super Nintendo)
2. Karnov's Revenge (1994, Arcade, Neo-Geo AES, Neo-Geo CD, Saturn)
3. Fighter's History: Mizoguchi Kiki Ippatsu !!